# Dälek
Dälek (pronunciado 'daialek'), llamado así por la raza alienígena ficticia homónima, es un trío de hip hop experimental de Newark, Nueva Jersey.
El grupo está formado por MC Dälek (MC) y Oktopus (productor). 
Han estado varias veces de gira con otros artistas de géneros radicalmente opuestos, como Godflesh, Isis, Prince Paul, Melvins, Tool, De La Soul, RJD2, Lovage, The Young Gods, Meat Beat Manifesto, Jesu, The Pharcyde, Grandmaster Flash, KRS-One, Dub Trio, Charles Hayward, Zu, Blackie, Gaslamp Killer, Earth, The Dillinger Escape Plan, The Bug y Mastodon.
Su estilo de atmósfera oscura y ruidosa, hecho a veces sampleando bases musicales de instrumentos atípicos en la música hip hop, hace que a algunos les sea difícil clasificar su música. Ésta puede ser descrita como una suerte de "hip hop de vanguardia", por así decirlo.
Sus influencias del grupo son: Einstürzende Neubauten, My Bloody Valentine, Public Enemy, Afrika Bambaataa, Kraftwerk, Joell Ortiz, Mastodon, Flying Lotus, Oddateee, Red Fang, The Bug, Scorn, Melvins, Torche, Black Heart Procession, Bad Brains, The Velvet Underground, Faust, Eric B & Rakim, D.I.T.C. All Natural Lemon & Lime Flavors, entre otros.

## Discografía

### Álbumes de estudio
- 1998: "Negro Necro Nekros"
- 2002: "From Filthy Tongue of Gods and Griots"
- 2005: "Absence"
- 2007: "Abandoned Language"
- 2009: "Gutter Tactics"
- 2010: "Untitled"
- 2016: "Asphalt for Eden"
- 2017: "Endangered Philosophies"

### EP
- 2002: "Ruin It" en colaboración con Kid 606
- 2004: "Streets All Amped"

### Compilaciones
- 2004: "Derbe Respect, Alder" en colaboración de Faust.
- 2007: "Deadverse Massive Vol.1"